# Bertha von Tübingen
Bertha von Tübingen (* um 1140; † 24. Februar 1169) war eine Markgräfin von Baden und Verona.
Bertha war die Tochter eines Pfalzgrafen von Tübingen.
Bertha von Tübingen heiratete vor 1162 den Markgrafen Hermann IV. von Baden, aus dieser Ehe gingen folgende Kinder hervor:
- Hermann († 16. Januar 1243)
- Heinrich († 2. Juli 1231)
- Friedrich (* um 1167; † 1217/1218)
- Jutta
- Bertha
- Gertrud († vor 1225) ⚭ Albrecht II., Graf von Egisheim und Dagsburg († 1211)
- Rudolf

Ihr Sohn Hermann V. von Baden folgte seinem Vater als regierender Markgraf.
Ihr Mann Hermann der IV. war Teilnehmer des Dritten Kreuzzugs, in dem er 1190 in Antiochia fiel.
Sie fand ihre letzte Ruhestätte in der Grablege der Markgrafen von Baden im Augustiner-Chorherrenstift in Backnang.